# تمثال ضخم من الجرانيت الأحمر لأمنحتب الثالث

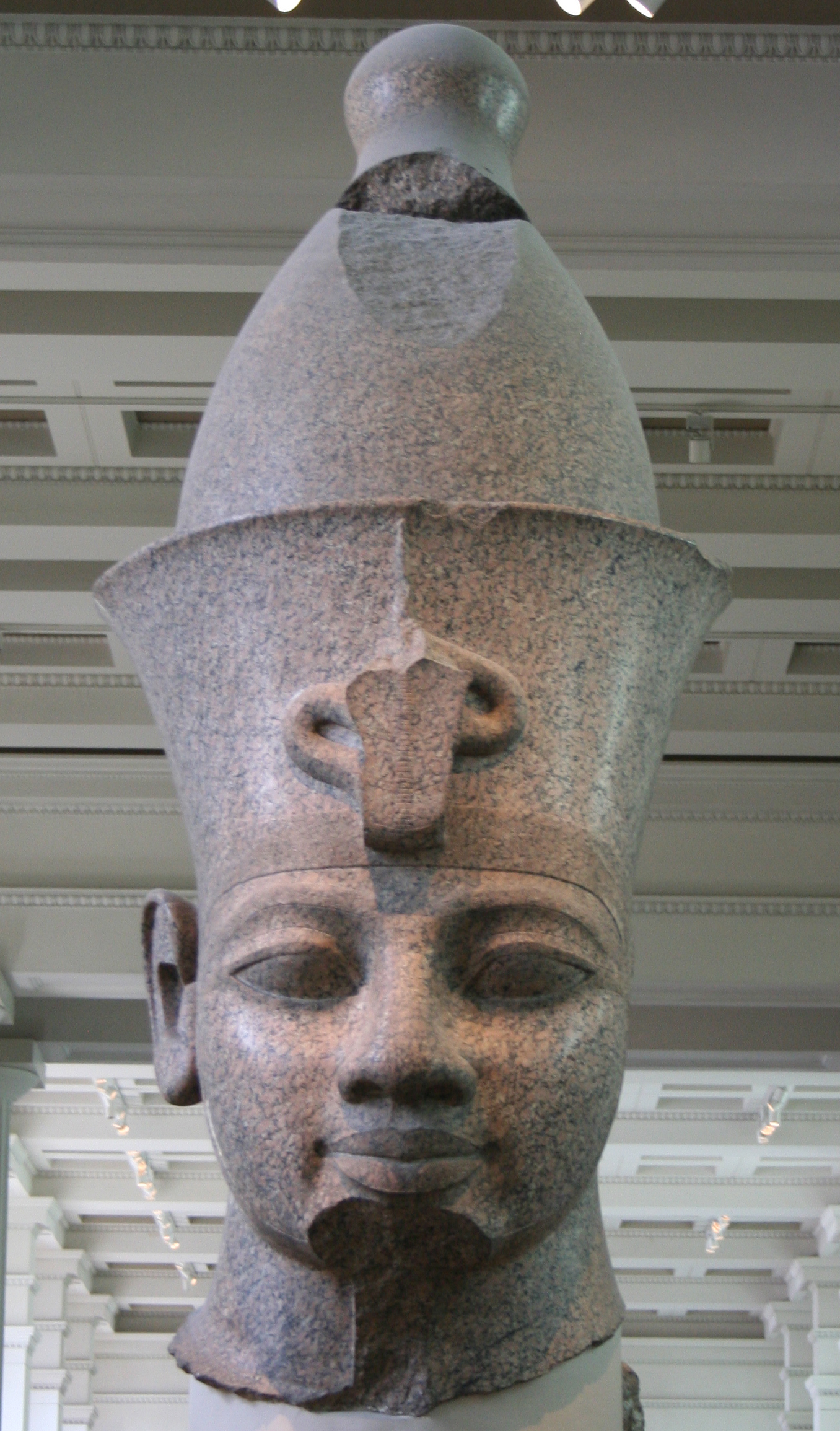
رأس ضخم من الجرانيت لأمنحتب الثالث في المتحف البريطاني

تمثال أمنحتب الثالث من الجرانيت الأحمر الضخم هو رأس من الجرانيت من الأسرة المصرية الثامنة عشر للملك المصري أمنحتب الثالث. يعود تاريخه إلى حوالي عام 1370 قبل الميلاد، وقد تم العثور عليه في محيط منطقة موت بالكرنك في مصر العليا. يعرف جزءان من التمثال الضخم المكسور: الرأس والذراع. كلا الجزأين موجودان الآن في المتحف البريطاني.

## التمثال
يُعتقد أن التمثال نصبه الملك أمنحتب الثالث، وهو أحد التماثيل الضخمة التي أمر ببنائها في طيبة (الأقصر).
من غير المؤكد ما إذا كان قد تم تشييده في الأصل في موقع اكتشافه في منطقة موت في الكرنك، أو ما إذا كان قد تم إزالته في العصور القديمة من المعبد الجنائزي الضخم لأمنحتب الثالث على الضفة الغربية لنهر النيل في كوم الحيتان. ومن بين التماثيل الضخمة الأخرى لأمنحتب الثالث تمثالا ممنون لا يزالان قائمين في معبده الجنائزي في كوم الحيتان.
التمثال مصنوع من الجرانيت الأحمر. إنه مجزأ: فقط الرأس والذراع معروفان بالبقاء على قيد الحياة.

## الاكتشاف
بعد اكتشافه، نسب العلماء التمثال في الأصل إلى تمثال للملك المصري تحتمس الثالث. نشأ الارتباك من تعديل الرأس من قبل الحكام اللاحقين؛ كان من الممارسات الشائعة في مصر القديمة أن يقوم الملوك باغتصاب تماثيل الحكام السابقين وتعديلها وإعادة نقشها. تم حفر أركان الشفتين للإشارة إلى فم أصغر، وتم محو الخطوط التجميلية الثقيلة حول العينين، التي توحي بأسلوب الموضة التجميلية في زمن أمنحتب الثالث ، إلى حد كبير. يُعتقد الآن أن التعديلات تمت في زمن رمسيس الثاني وتمثيله.
تم اكتشاف التمثال المكسور في هيكل منطقة موت في الكرنك من قبل جوفاني باتيستا بلزوني وهنري ويليام بيتشي في عام 1817. بعد الكشف عن الرأس، كان لا بد من نقله إلى الأقصر على النيل لنقله إلى أعلى النهر إلى الإسكندرية ومن ثم إلى لندن. لم يكن تحريك الرأس سهلاً: فقد استغرق نقله مسافة ميل واحد (1.6 كم) إلى الأقصر ثمانية أيام. لم يذكر بلزوني الموقع الدقيق حيث تم العثور على الذراع، رغم أنه من المفترض أنه تم العثور عليها بالرأس.
تم تخزين الرأس لفترة في منزل السنيور روسي بالقاهرة:
 في إحدى الأمسيات، أخذه هنري سولت [الكابتن فيتزكلارنس] لاستدعاء سنيور روسي، حيث أودع بعض العناصر المثيرة للاهتمام التي تم إحضارها من حي طيبة، بما في ذلك رأس ، «على بعد 10 أقدام من قمة الميتري إلى الذقن، مع وجود شريط في الجزء السفلي منه لا يختلف عن العمامة ... مصنوع من الجرانيت الأحمر ... وفي حالة حفظ جيدة جدًا ... ذراع بطول 18 قدمًا من نفس التمثال والقبضة مشدودة». 

## الرأس
يبلغ ارتفاع الرأس 2.90 مترًا، وقد صور مرتديًا التاج المزدوج لمصر العليا والسفلى مع الصل. حصل عليها المتحف البريطاني عام 1823 من هنري سولت. يحتوي على الرقم المرجعي EA 15 ويتم عرضه في الغرفة 4 بالمتحف.

## الذراع

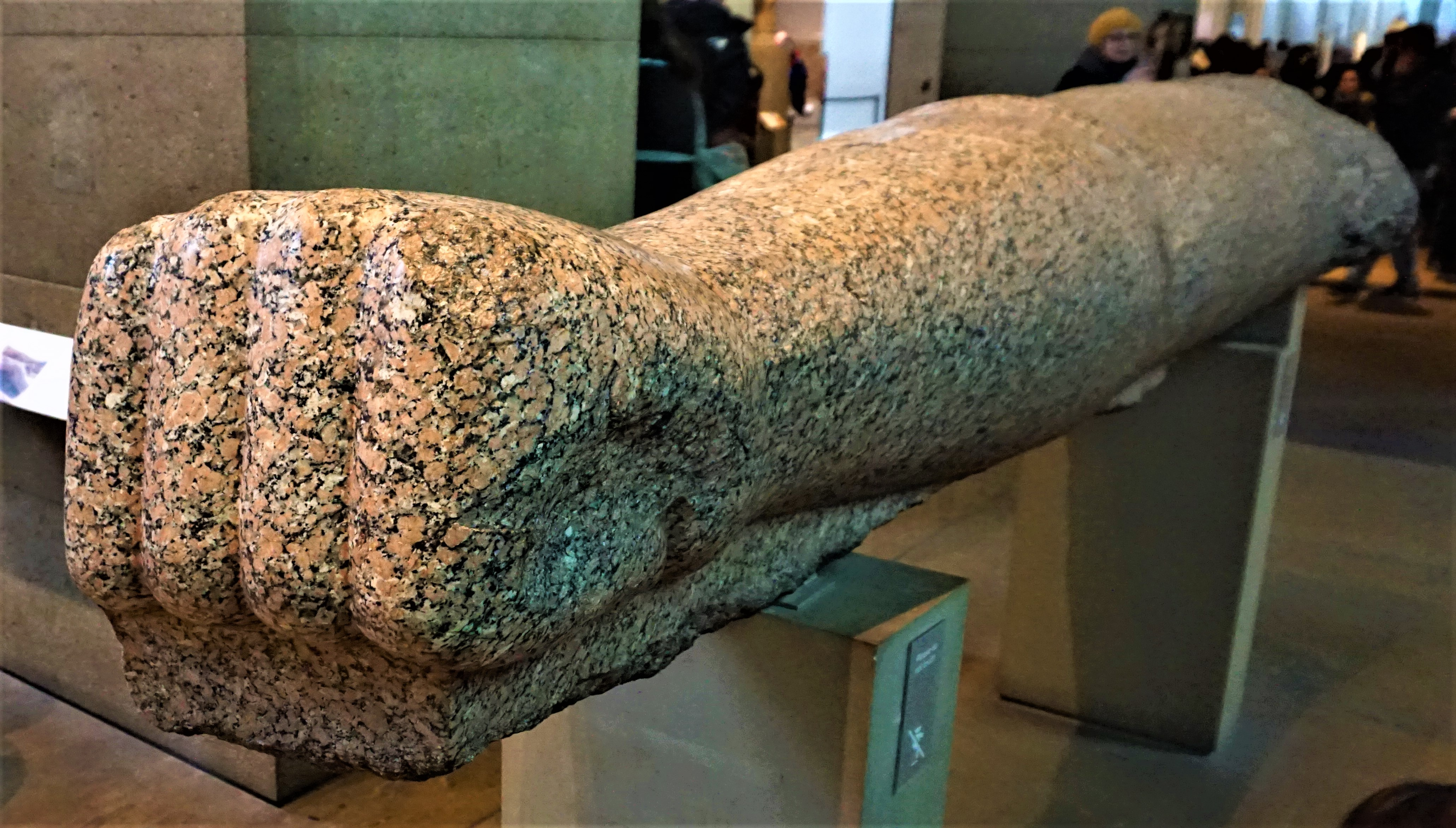
الذراع اليسرى لتمثال أمنحتب الثالث الضخم من الجرانيت الأحمر

يبلغ طول الذراع، وهي ذراع يسرى، 3.30 م وتنتهي بقبضة مشدودة. حصل عليها المتحف البريطاني عام 1823 من هنري سولت. يحتوي على الرقم المرجعي EA 55 ويتم عرضه في الغرفة 4 بالمتحف.